# Brug 2023
Brug 2023 is een bouwkundig kunstwerk in Amsterdam-Oost.

## Brug 2023
Deze uit 2008 stammende basculebrug werd ontworpen door Quist Wintermans Architekten in samenhang met de onderliggende Haveneilandschutsluis. Door het in één hand te houden verkreeg men met het bijbehorende dienstgebouw een bouwkundige eenheid, die niet alleen de waterbouwkundige werken omvatte, maar ook de “boulevard van IJburg” aan de Bert Haanstrakade ter plaatse. Ten noorden van de brug ligt het IJmeer, ten zuiden een binnenhaven op het Haveneiland.
De borstweringen van de brug werden opgetrokken uit rood baksteen met daarop grijze dekstenen. De borstweringen worden op alle vier de punten onderbroken door trappen naar de omliggende terreinen, kades en steigers. De korte maar brede val wordt hydraulisch aangestuurd.

## Dienstgebouw
Van het complex, sluis en brug maakt ook een dienstgebouw deel uit, ontworpen door hetzelfde bedrijf. Van 2008 tot 2017 werden vanuit dit gebouw alle beweegbare bruggen en sluizen op IJburg aangestuurd. In 2017 verkoos de gemeente Amsterdam dit (ook hier) centraal aan te sturen waardoor het gebouw haar functie verloor. Het werd in 2018 aangepast onder leiding van architectenbureau Space & Matter, zodat het kon dienen tot overnachtingsgelegenheid, geëxploiteerd door Sweet Hotel, die meerdere buiten gebruik zijnde Amsterdamse brughuisjes exploiteert. Het gebouw bestaande uit twee bouwlagen heeft voor het benodigde uitzicht een overstek, die opgebouwd is uit metaal en glas, maar de drie overige wanden bestaan uit baksteen.

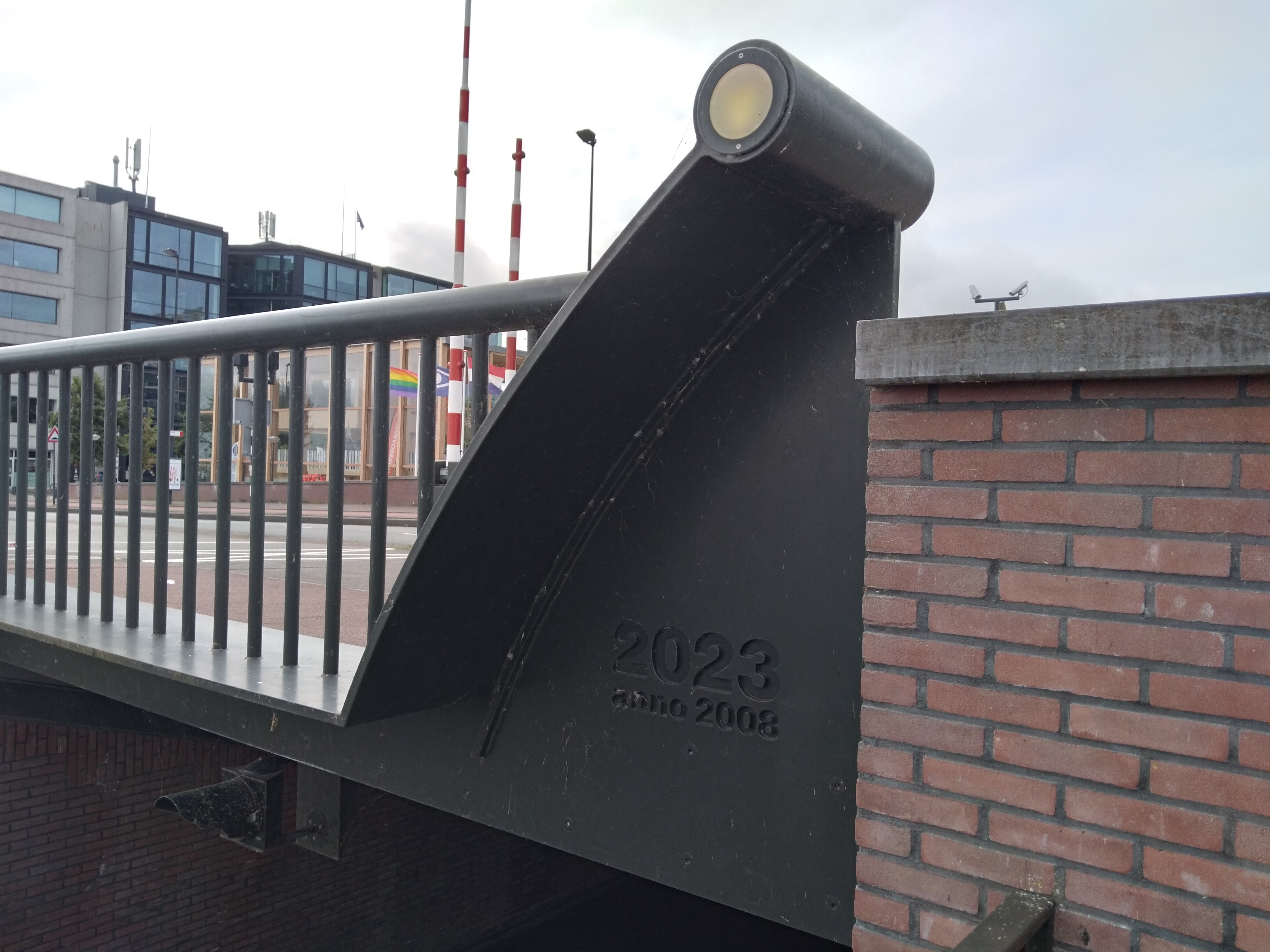
Brugnummer en jaartal (september 2021)

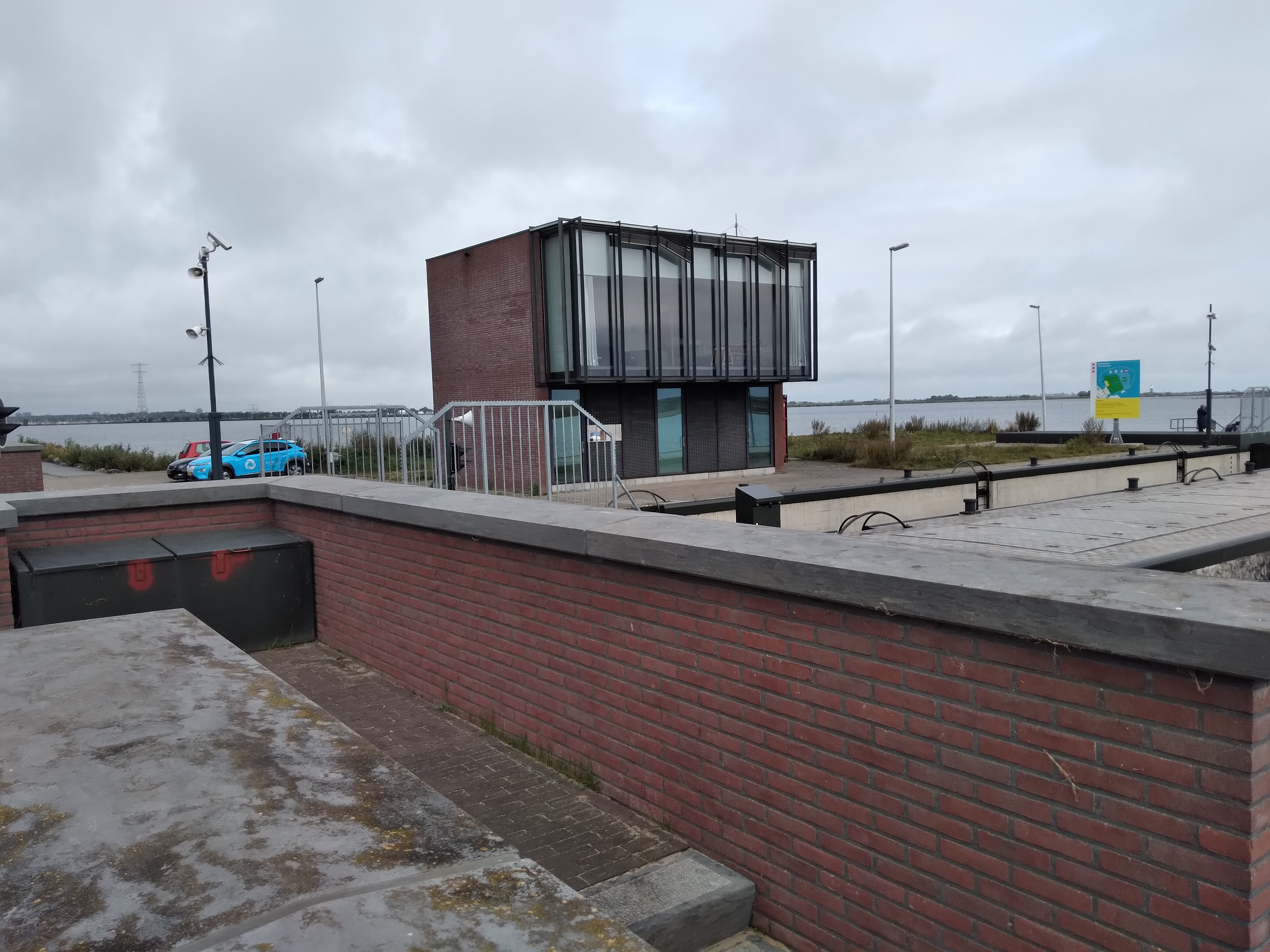
Dienstgebouw (september 2021)

<<< · 2000 · 2001 · 2002 · 2003 · 2004 · 2005 · 2006 · 2007 · 2008 · 2009 · 2010 · 2011 · 2012 · 2013 · 2014 · 2015 · 2016 · 2017 · 2018 · 2019 · 2020 · 2021 · 2022 · 2023 · 2025 · 2026 · 2027 · 2028 · 2029 · 2030 · 2031 · 2032 · 2033 · 2034 · 2035 · 2036 · 2037 · 2038 · 2039 · 2040 · 2041 · 2042 · 2043 · 2044 · 2045 · 2046 · 2047 · 2048 · 2050 · 2051 · 2054 · 2060 · 2080 · 2085 · 2086 · 2087 · 2088 · 2089 · 2090 · 2091 · 2092 · 2093 · 2094 · 2095 · 2096 · 2097 · 2098 · 2099
De overige brugnummers waren in januari 2022 (nog) niet bekend; de Uyllanderbrug ligt officieel in Diemen, maar heeft de Amsterdamse nummering 2007.